# ووسکرسنسکویه (شهرستان ملئوزوفسکی، باشقیرستان)
ووسکرسنسکویه (انگلیسی: Voskresenskoye, Meleuzovsky District, Republic of Bashkortostan) یک شهرک در شهرستان ملئوزوفسکی استان باشقیرستان کشور روسیه است.